# Кирович, Эуджен Овидиу
Эудже́н Ови́диу Киро́вич, или, ошибочно, Чиро́вици (рум. Eugen Ovidiu Chirovici) — румынский экономист, журналист и писатель.

## Биография
Эуджен Овидиу Кирович родился 11 мая 1964 года в городе Фэгэраш, уезд Брашов, Румыния. Имеет румынские, венгерские и немецкие корни. В 1988 году окончил Бухарестскую академию экономических наук и некоторое время работал экономистом в родном городе. Затем работал журналистом в газете «Национальный курьер», где занимал должность финансового репортёра. В 1990-х годах также работал на таких румынских радиостанциях, как «BBC Romania» и «Radio Free Europe». В 2000—2002 годах работал на телевидении (телеканал B1TV).
В начале 2000-х годов Кирович сначала стал советником премьер-министра Румынии, а затем и советником руководителя Национального банка Румынии. Является почётным доктором наук в трёх отраслях — экономика, коммуникации и история. Также Кирович — член Румынской академии наук (с 2007 года) . В 2008—2011 годах работал колумнистом (обозревателем) на сайте www.bloombiz.ro. В 2012 году переехал в Великобританию, где его сын обучался в Университете Кардиффа. С 2017 по 2020 год вместе с женой проживал в Брюсселе (Бельгия), где его жена работала в Европейской комиссии. В 2020 году Эуджен Овидиу Кирович переехал во Флоренцию (Италия), однако периодически посещает Румынию и сохраняет румынское гражданство. Его книги, написанные на английском языке, издаются также и на румынском.

## Творчество
Эуджен Овидиу Кирович начал свою писательскую карьеру в 1989 году, опубликовав свой первый рассказ на страницах румынского журнала «Vatra». Первый же роман Кировича — «Бойня» («Masacrul») — увидел свет в 1991 году и сразу же стал в Румынии национальным бестселлером (100 тысяч экземпляров). Второй сенсационной книгой на его родине стал роман «Коммандо для генерала» («Comando pentru general»). В общей сложности Кирович написал целый ряд романов и книг в жанре нехудожественной литературы, однако подлинный успех писателю на международном уровне принёс его интеллектуальный триллер «Книга зеркал» («The Book of Mirrors»), изданный на английском языке в январе 2017 года. Роман переведён на 40 языков мира, в том числе на русский и украинский.
В 2018 году Эуджен Овидиу Кирович написал и издал ещё один англоязычный роман — триллер «Дурная кровь» («Bad Blood»). Этот роман переведён на 28 языков, в том числе на русский.